# 2С17-2
2С17-2 «Но́на-СВ» — проект советского 120-мм самоходного артиллерийского орудия на базе БРМ-1К, разработанный в СКБ Мотовилихинских заводов.

## История создания
После разработки 120-мм орудия 2С9, руководство Министерства обороны Союза приняло решение о необходимости наличия подобного орудия в сухопутных войсках ВС СССР. Был открыт ряд работ на тему установки орудия 2А51 на шасси для сухопутных войск: 2С17 «Нона-СВ» — на базе 2С1, 2С17-2 «Нона-СВ» — на базе БРМ-1К (существовало только в стадии технического проекта).
Работы по теме «Нона-СВ» на гусеничном ходу были прекращены в 1982 году в пользу проектов «Обжимка» и «Нона-2».
В 2021 году стало известно о производстве Шепетовским ремонтным заводом (Украина) машины с корпусом БРМ-1К и башней 2C9, которая фактически реализует проект 2C17-2.

## Описание конструкции
Основной задачей «Нона-СВ» должно было быть повышение огневого могущества и эффективности по сравнению с буксируемой артиллерией, а также повышение живучести при действиях на заражённых территориях

### Броневой корпус и башня
Машина 2С17-2 должна была размещаться на гусеничном шасси боевой разведывательной машины «Объект 676». Корпус машины, моторно-трансмиссионное отделение, ходовая часть и отделение управления должны были остаться без изменений.
В средней части корпуса размещалось боевое отделение. В боевом отделении располагались два члена экипажа (заряжающий и наводчик), вооружение, боеукладки и оборудование. Вместо башни и вооружения базовой машины должна была устанавливаться башня с орудием 2А51 и прицелом 1П8 полностью идентичная САО 2С9 «Нона-С». В правом борту должен был иметься люк для подачи выстрелов с грунта.

### Средства наблюдения и связи
Для стрельбы с закрытых позиций и прямой наводкой должен был использоваться перископический прицел 1П8, заимствованный с САО 2С9 «Нона-С».